# Colección privada (álbum)
Colección privada es el primer álbum recopilatorio de la cantante, compositora y productora española Mónica Naranjo. El álbum fue lanzado el 9 de mayo de 2005 por Sony BMG. Fue creado para cerrar una etapa en su carrera musical y dar paso a una nueva. En él se resumen 10 años de carrera y su 30 cumpleaños. Se incluye una canción inédita hasta aquel momento, Enamorada de ti.  Colección privada ha vendido hasta la fecha 50.000 copias.

## Lista de canciones
| Grandes éxitos |                                                             |          |  |
| N.º            | Título                                                      | Duración |  |
| 1.             | «Enamorada de ti»                                           | 4:18     |  |
| 2.             | «Sobreviviré»                                               | 4:57     |  |
| 3.             | «Desátame»                                                  | 4:49     |  |
| 4.             | «Pantera en libertad»                                       | 4:43     |  |
| 5.             | «Entender el amor»                                          | 5:26     |  |
| 6.             | «Chicas malas»                                              | 3:53     |  |
| 7.             | «Tú y yo volvemos al amor»                                  | 4:32     |  |
| 8.             | «Empiezo a recordarte»                                      | 4:09     |  |
| 9.             | «Enamorada (versión en español)»                            | 4:21     |  |
| 10.            | «No voy a llorar (Steelworks Mix Radio Edit)»               | 4:01     |  |
| 11.            | «El amor coloca»                                            | 4:01     |  |
| 12.            | «Seguiré sin ti (If You Leave Me Now - versión en español)» | 3:34     |  |
| 13.            | «Las campanas del amor»                                     | 4:08     |  |
| 14.            | «Ámame o déjame»                                            | 4:59     |  |
| 15.            | «No puedo seguir»                                           | 4:26     |  |
| 16.            | «Sacrificio»                                                | 4:17     |  |
| 17.            | «Supernatural»                                              | 3:58     |  |
| 18.            | «Sola»                                                      | 4:08     |  |

| Remixes |                                                                |          |  |
| N.º     | Título                                                         | Duración |  |
| 1.      | «Enamorada de ti (Kai Miller's intimate moment)»               | 6:32     |  |
| 2.      | «Chicas malas (Ferrero & Del Moral Single remix)»              | 4:15     |  |
| 3.      | «Desátame (Latins do it better Club mix)»                      | 7:46     |  |
| 4.      | «Sacrificio (Corky mix)»                                       | 3:36     |  |
| 5.      | «No voy a llorar (La fabrique du son Weekend remix)»           | 7:48     |  |
| 6.      | «If you leave me now (Ferrero & Del Moral Extended remix)»     | 8:07     |  |
| 7.      | «Pantera en libertad (Dub Apollo 440)»                         | 7:58     |  |
| 8.      | «No puedo seguir (Ferrero & Del Moral Spanish Batucada remix)» | 4:18     |  |
| 9.      | «Sobreviviré (Pumpin' Dolls Armaggedon Club mix)»              | 9:20     |  |
| 10.     | «No voy a llorar (Wally López & Dr. Kucho Weekend remix)»      | 7:38     |  |
| 11.     | «Entender el amor (Ferrero & Del Moral Xtended remix)»         | 7:42     |  |

- Datos: Q3682561